# Бауманське (Узункольський район)
Ба́уманське (каз. Бауман) — село у складі Узункольського району Костанайської області Казахстану. Адміністративний центр та єдиний населений пункт Бауманської сільської адміністрації.
Населення — 339 осіб (2021; 628 у 2009, 746 у 1999, 1058 у 1989).
В радянські часи село називалось Буаманський.